# RURU (声優)
RURU（Ruru）は、日本の女性声優。主にアダルトゲームに出演。

## 出演
太字は主役・メインキャラクター。

### アダルトアニメ
- メイド イン ドリーム（2003年、椿）
- DISCIPLINE（西崎百合[1]）

### アダルトゲーム
2002年
- D.U.O.〜song for all〜（高梁いつみ）
- 神愛〜shin ai〜（美野里、秋山みのり）
- メイド イン ドリーム（椿）
- MOON.（天沢郁未）
- MMN～MACHINE MAIDEN NEXT～（美剣梨花）
- BLUE（河原崎春）
- 海の女神 空の女神（風野空）
- 傷モノの学園〜case of saint spica〜（永倉冴、江原芳江、高井戸遥）
- 闇の声II（有川さやか）
- うそ×モテ 〜うそんこモテモテーション〜（片桐千夏）
- 悪戯4～俺たちの戦闘車輌～（橘 瞳）
- ギャップ☆P（村野道子）

2003年
- 木漏れ日の並木道（雪桜紅葉）
- オイラは番台 〜平作&健太の夢物語〜（波かをる）
- いたずらBBQ 剥きたてラクロスっ娘喰い放題（氷川今日子）
- Libido7 DVD（香月エミ）
- 夏色小町（有賀美琴）
- 闇の声 特別編（水野亜梨栖）
- 生贄の教室（理恵）
- 真姫裸（ルセナ）
- 巫女みこナース（御子柴二葉）
- 1/2 BLOOD（モンツァレッド）
- 蟲使い（エルナ・マイヤー、本条まどか）
- 七巴の剣 くのいち淫の章（鳥羽玉天女）
- Maple Colors（2003年 - 2004年、咲守素子、図書委員、水泳部員、1年演劇部員A、おっかけB子、お付A子、女子C）- 2作品
- 家飛 カットビ!（千代）
- 教習所のおねえさん（城嶋栞、沢田真綾）
- EVE（2003年 - 2016年、御堂真弥子）- 2作品
- V.G.NEO（武内優香）
- 警備員2（古東南里花）

2005年
- 夢見坂R（紫泉院果乃莉、宮前繭香）

### 一般向ゲーム
- 夏色小町【一日千夏】（2003年、有賀美琴）
- 木漏れ日の並木道〜移り変わる季節の中で〜（2004年、雪桜紅葉）
- Maple Colors 〜決戦は学園祭!〜（2005年、咲守素子、図書委員、水泳部員、1年演劇部員A、おっかけB子、お付A子、女子C）

### ドラマCD
- Angel's Feather（風間真理）

### シリーズ一覧
1. ↑  無印（2003年）、「H」（2004年）
2. ↑  『EVE』（2003年）、『EVE burst error A』（2016年）